# Rudolf Wielandt
Rudolf Wielandt (* 26. Mai 1875 in Mannheim; † 13. Februar 1948 in Berlin) war ein deutscher evangelischer Pfarrer, Theologe, Schriftsteller und Friedensaktivist.

## Familie
Wielandt war ein Sohn des Reichsgerichtsrates Karl Wielandt und dessen Ehefrau, Sophia Emilia, geb. Roth. Der Chemiker Wilhelm Wielandt war ein Bruder. 1905 heiratete Wielandt Elisabeth Treiber; der Mathematiker Helmut Wielandt ist ein Sohn des Paares.

## Leben

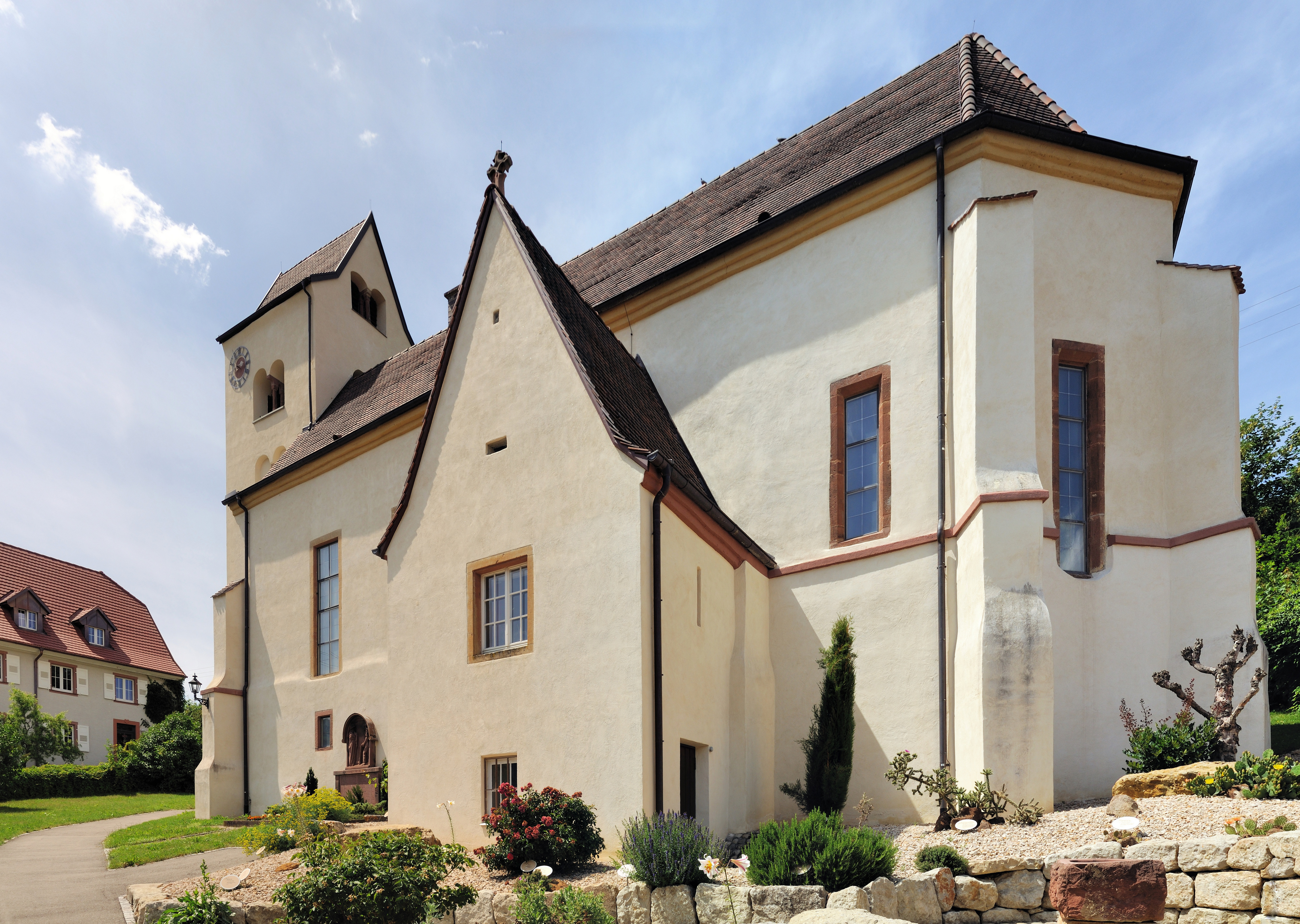
Evangelische Kirche Niedereggenen – Wielandts erste Pfarrstelle

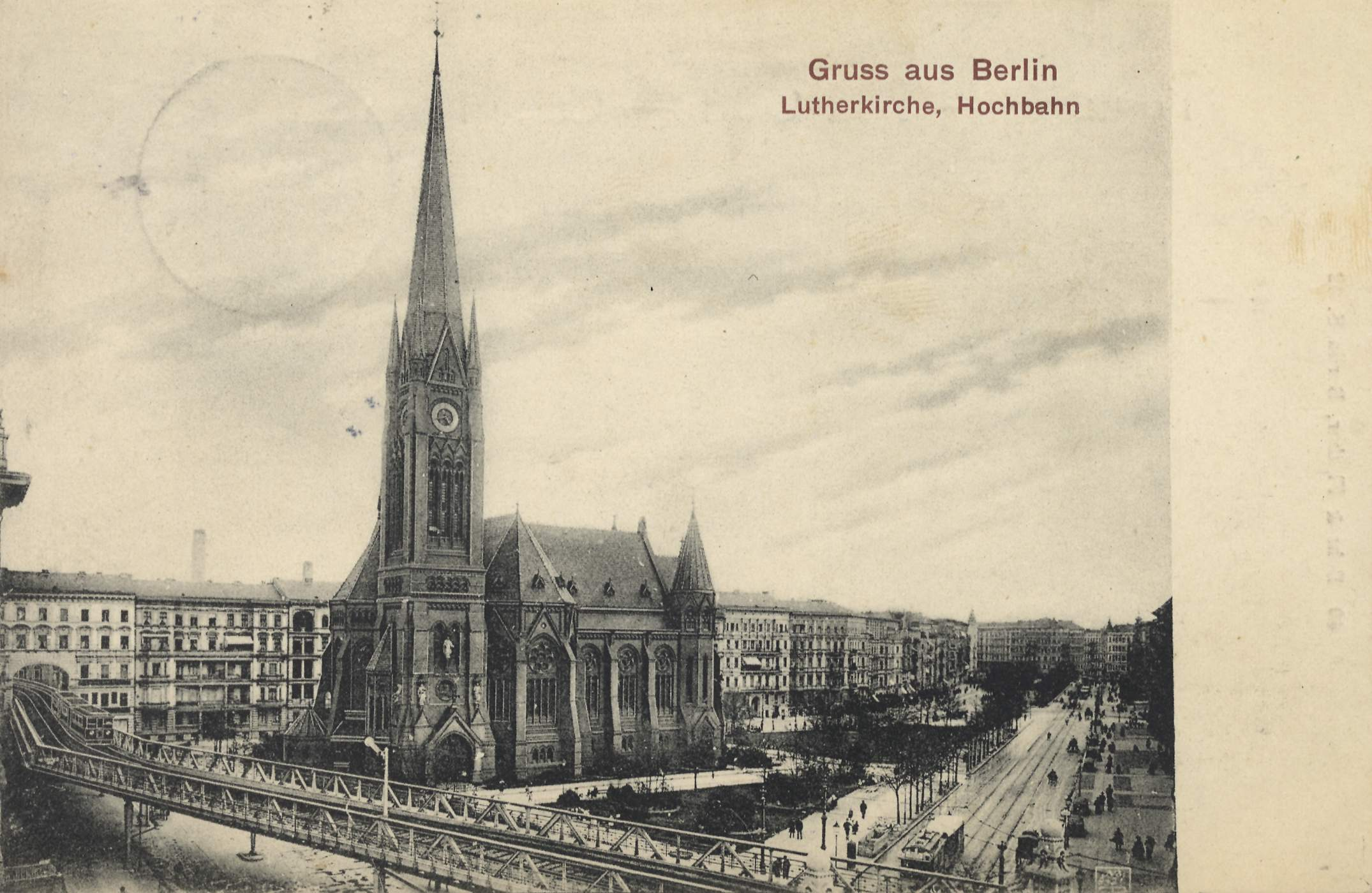
Luther-Kirche Berlin-Schöneberg um 1907 – Wielandts letzte Pfarrstelle.

Nach dem Besuch von Schulen in Schulpforta und Leipzig studierte Wielandt evangelische Theologie in Tübingen, Leipzig, Berlin und Heidelberg.
1903 schloss er seine akademische Ausbildung mit einem Lizenziat (Lic. theol.) ab.
Von 1899 bis 1908 wirkte er als Vikar in Nassig, Weisweil, Gernsbach und Heidelberg. Von 1909 bis 1914 war er Pfarrer in Niedereggenen im Markgräflerland. In dieser Zeit verfasste er die Dorfchronik Unser Niedereggenen, die 1915 erschien. Ab 1914 war er Pfarrer der Lutherkirche in Berlin-Schöneberg.
Bereits 1908 gehörte Wielandt zu den Friedenspfarrern der Deutschen Friedensgesellschaft und 1913 zu den Erstunterzeichnern des theologischen Friedensaufrufs.
Wielandt gehörte mit Karl Aner, Walther Nithack-Stahn, Otto Pless und Friedrich Rittelmeyer zu den fünf Erstunterzeichnern der Erklärung deutscher Protestanten zur Friedensfrage vom 4. Oktober 1917 mit der Aussage: „Wir sehen den Hinderungsgrund einer ehrlichen Völkerannäherung vor allem in der unheilvollen Herrschaft von Lüge und Phrase,…“.
Wielandt verfasste eine Anzahl Schriften zu historischen, theologischen und gesellschaftspolitischen Themen. 1947 trat er in den Ruhestand, der bereits im Folgejahr durch seinen Tod beendet wurde.

## Werke
- Herders' Theorie von der Religion und den religiösen Vorstellungen, 1903
- Heidelbergs kirchliche Vergangenheit, 1904
- Die Arbeit an den Suchenden aller Stände: Anleitung zur Tätigkeit in Vorträgen und Presse, Göttingen: Vandenhoeck & Ruprecht, 1906
  - Praktische Apologetik, 2. Auflage von "Die Arbeit an den Suchenden aller Stände", Verlag Göttingen: Vandenhoeck & Ruprecht, 1922
- Die Abweichungen der Orthodoxie von den Bekenntnissen, 1906
- Die Frauenbewegung und der Liberalismus, Köln: Jungnationalliberaler Reichsverband, 1908
- Das Programm der Religionspsychologie: Vortrag, gehalten vor dem badischen wiss. Predigerverein zu Karlsruhe am 5. Juli 1910, Tübingen: Mohr, 1910 Internet Archive
- Unser Niedereggenen. Ein schlichtes Dorfbild aus dem Markgräflerland, Heidelberg 1915 Internet Archive
- Ein lustiges Spottlied vom Jahr 1849 aus dem Eggener Tal. In: Alemannia, Band 42 (1915), S. 120–124 in Commons
- Unser Kaiser und sein Volk, Berlin: Verl. des Evang. Bundes, 1915
- Fort mit dem Alten Testament? Berlin-Steglitz: Evangelischer Preßverband für Deutschland, 1925
- Die Berliner Luthergemeinde von 1894 bis 1939, Christlicher Zeitschriftenverein, Berlin, ohne Jahrgang [1940]